# SN 1999cm
SN 1999cm – supernowa typu Ia odkryta 5 czerwca 1999 roku w galaktyce UGC 9766. W momencie odkrycia miała maksymalną jasność 17,10m.